# التهاب الحشفة
التهاب الحشفة هو الحالة التي تصاب فيها الحشفة بالالتهاب إذا كانت الإصابة تشمل القلفة أيضاً فتسمى التهاب القلفة والحشفة.
يجب تمييز التهاب الحشفة لدى الأولاد الذين يستعملون الحفاضات عن الإحمرار العادي الذي يظهر عند الأولاد يسبب التهاب الجلد النشادري.